# Gynanisa zimba
Gynanisa zimba is een vlinder uit de familie nachtpauwogen (Saturniidae). De wetenschappelijke naam van de soort is voor het eerst geldig gepubliceerd in 2008 door Philippe Darge.

## Type
- holotype: "male. I.1992. leg. Rautenstrauch. genitalia slide Darge SAT no. 753/2008"
- instituut: Collectie Philippe Darge, Clénay, Frankrijk
- typelocatie: "Namibia, Karibib"